# Radar Love
Radar Love, sorti en 1973, est une chanson du groupe de hard rock néerlandais Golden Earring, « le groupe de rock le plus ancien et le plus couronné de succès que les Pays-Bas aient jamais produit », surnommé les « Hollandais Volants ».
Ce succès international, considéré comme une des meilleures « driving songs », « road songs » ou « car songs » de tous les temps, numéro un aux Pays-Bas et en Espagne, numéro 7 au Royaume-Uni et numéro 10/13 (US Cash Box / Billboard) aux États-Unis, a propulsé Golden Earring aux États-Unis en 1974 et reste un grand classique sur les chaînes radio de classic rock,,,,.
Radar Love, qui est le « seul classique du rock international issu du sol néerlandais », a été utilisé par Bill Clinton pendant sa campagne lors des primaires présidentielles du Parti démocrate américain de 1992. 
D'après le magazine Esquire, Radar Love est la deuxième chanson que le CEO d'Apple Steve Jobs a téléchargée depuis iTunes, en 2003.
Dans de nombreux pays, Radar Love est plus connu que le groupe lui-même.

## Historique
Écrite par le guitariste George Kooymans (musique) et le chanteur Barry Hay (paroles), la chanson paraît initialement sur l'album Moontan en 1973,,,.
La version single de Radar Love paraît sur le label Polydor durant la deuxième semaine d'août 1973. Dès la mi-septembre, le titre est numéro 1 dans le Top 40 néerlandais.
Au début de l'année 1974, le magazine de musique anglais New Musical Express proclame Radar Love comme single de l'année.
Le 15 avril 1974, Radar Love sort aux États-Unis en single, avec Just Like Vince Taylor comme face B, via le label anglais Track Records, distribué par MCA Records.
À partir du 3 mai 1974, Golden Earring se lance dans une tournée de 5 semaines aux États-Unis en première partie du J. Geils Band, du Edgar Winter Group et du Steve Miller Band afin de soutenir les ventes du single et de l'album.
Radar love se classe numéro 1 en Espagne, 3 au Luxembourg, 5 en Allemagne, 6 en Belgique (Flandre), 7 au Royaume-Uni, 8 en Australie, 9 en Belgique (Wallonie) et il obtient aux USA la dixième place au Top 100 du magazine Cash Box et la treizième place au Billboard Hot 100,,,.
Paradoxalement, l'intention initiale du groupe était de sortir The Vanilla Queen comme lead single de l'album.
Radar Love devient rapidement le clou du spectacle durant les concerts du groupe (showstopper at concerts), fournissant l'occasion au batteur Cesar Zuiderwijk de prendre son élan et de sauter au-dessus de sa batterie à la fin de la chanson.
Ce sera leur seul hit avec Twilight Zone en 1982.
En 1977, Golden Earring publie son premier album live (Golden Earring Live) et reprend bien entendu Radar Love, qui sort à nouveau en single : le titre entre pour la seconde fois dans les charts britanniques, où il atteint cette fois la 44e position.
En 1989, Radar Love connaît un regain de popularité aux États-Unis lorsque le groupe de glam metal White Lion reprend la chanson. Peu après, le morceau est utilisé par Bill Clinton pendant sa campagne lors des primaires présidentielles du Parti démocrate américain de 1992.
Le morceau sera utilisé en 1993 dans le film Wayne's World 2 et fera partie de la bande originale du film sortie en CD la même année.
En septembre 1992, le batteur Cesar Zuiderwijk réalise un de ses rêves lorsqu'il réunit sur un ponton flottant au bord de la Meuse à Rotterdam mille batteurs avec lesquels il interprète le fameux hit,.

Golden Earring en 1974
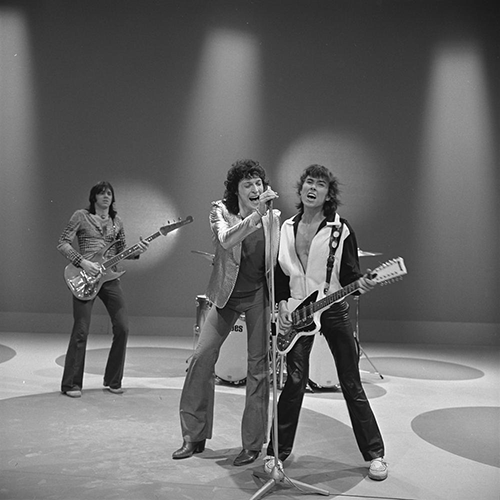
Rinus Gerritsen, Barry Hay et George Kooymans.
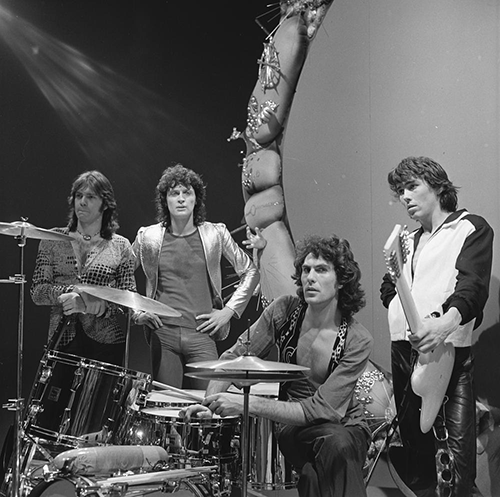
Rinus Gerritsen, Barry Hay, Cesar Zuiderwijk et George Kooymans.

## Thème

### Interprétation conventionnelle
« Radar Love est une « road song » dont le protagoniste est relié psychiquement à sa petite amie »,.
La chanson traite d'un jeune homme qui roule toute la nuit en voiture pour rejoindre sa petite amie (I've been driving all night, my hand's wet on the wheel) et communique avec elle sans téléphone (Don't need no phone at all) mais par des ondes dans le ciel (We've got a wave in the air, we've got a line in the sky), une sorte d'amour télépathique,.
Pendant ce temps, la radio joue une chanson oubliée : The radio's playing some forgotten song, Brenda Lee's Coming on Strong (une référence à une chanson de Brenda Lee qui fut numéro 11 aux États-Unis en 1966,).
« La chanson démontre la puissance d'une forte connexion amoureuse qui permet une communication invisible sans avoir besoin d'appels téléphoniques ou de lettres d'amour ».

### Interprétation alternative
Mais, dans une interview donnée en 2017 à la revue CarWoman, le chanteur Barry Hay, co-auteur de Radar Love, a donné une autre interprétation de la chanson, :
« La chanson ne parle pas nécessairement de la conduite, mais de la perception extra-sensorielle, le sixième sens. Quelqu'un se tue sur la route en rejoignant sa bien-aimée, mais il y a une vie après la mort. Cette idée. Que vous êtes toujours en contact. Tout le monde peut imaginer cela. Je cherchais une bonne intro reconnaissable et c'est devenu : I've been driving all night, my hands wet on the wheel ».

## Réputation de «driving song»
Avec son thème, son groove, sa ligne de basse hypnotique et son refrain accrocheur, la chanson est souvent considérée comme une « driving song », une « road song » ou une « car song » idéale, voire the ultimate road trip radio classic,,, « qui peut encore être entendue quotidiennement sur les stations de radio américaines ».
En 2001, les lecteurs du Washington Post choisissent Radar Love comme The Radio Song Ever.
En 2005, les lecteurs (internet) de USA Today choisissent Radar Love comme The Best Travelers Song, devant deux chansons d'AC/DC. La même année, les lecteurs du magazine musical australien Musician choisissent Radar Love comme The Best Driving Song.
Toujours en 2005, le public de l'émission de télévision Top Gear de la BBC élit Radar Love comme 2e meilleure chanson à écouter en conduisant (Greatest Driving Song Ever, Greatest Driving Song of All Time), derrière Don't Stop Me Now de Queen,. En 2007, un double CD de cette émission intitulé Top Gear Anthems: The Greatest Ever Driving Songs place Radar Love en 4e position,,.
En 2008, la station de radio britannique Planet Rock effectue un sondage auprès de 11 000 auditeurs pour établir le top 40 des meilleures chansons rock à écouter au volant (rock driving tunes) de tous les temps : Radar Love se classe 1er devant Born to Be Wild de Steppenwolf et Highway Star de Deep Purple. En 2011, la station de radio répète le sondage : Radar Love se classe cette fois-ci  2e derrière Highway Star de Deep Purple et devant Highway to Hell d'AC/DC.
En 2010, le journal canadien The Globe and Mail de Toronto demande à ses lecteurs de lui dire ce qu'ils écoutent dans la voiture : Radar Love l'emporte loin devant (miles ahead) Tom Petty.
En 2015, les lecteurs de l'édition canadienne d'Autotrader élisent Radar Love dans le Top 10 des Best Driving Songs.
Noe Gold, rédacteur en chef et fondateur du magazine Guitar World, journaliste au Hollywood Reporter, au Village Voice, au New York Daily News, au magazine Rolling Stone et au Los Angeles Times Magazine, classe quant à lui Radar Love 8e meilleure Rock Driving Song.
Dans son livre Drive: A Road Trip Through Our Complicated Affair With The Automobile, Tim Falconer rappelle que cette chanson est « largement considérée comme la meilleure driving song de tous les temps » et met en garde « Essayez de respecter la limite de vitesse pendant que cette chanson explose dans la stéréo de la voiture. Essayez seulement ».

## Accueil critique
Pour Robert Haagsma et Erik de Zwart, auteurs de l'e-book 40 Topjaren, « Au cours des 40 dernières années, Radar Love a su se nicher si profondément dans notre conscience collective que l'on en oublierait presque à quel point la chanson était géniale : du texte imagé de Barry Hay et des accords de George Kooymans aux rythmes entraînants de Rinus Gerritsen et de Cesar Zuiderwijk. ».

## Musiciens
- George Kooymans : guitare, chant
- Barry Hay : chant et flûte

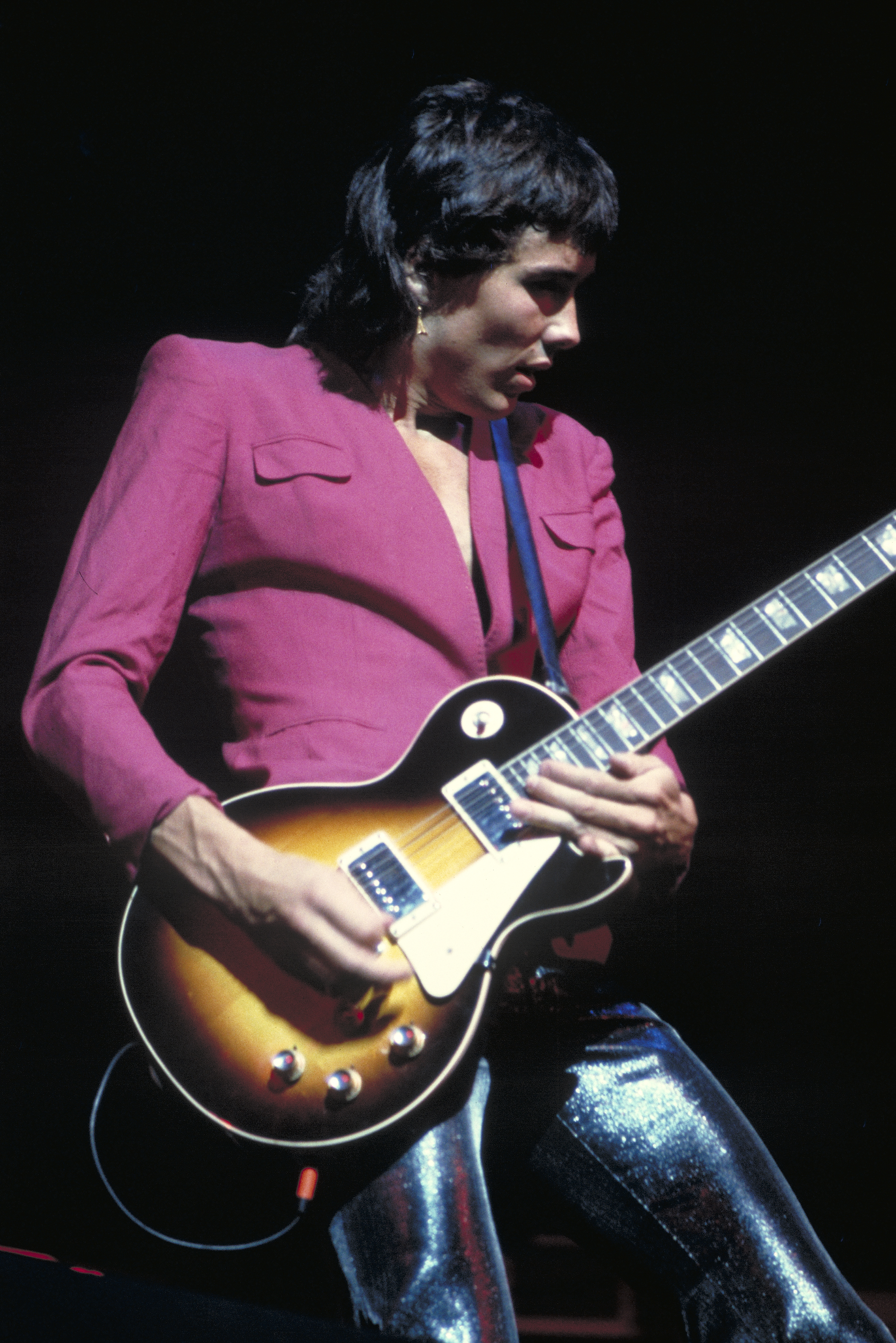
George Kooymans en 1974.

- Rinus Gerritsen : guitare basse, claviers
- Cesar Zuiderwijk : batterie

## Classement hebdomadaire
| Classement (1973-1974)                  | Meilleure position |
| --------------------------------------- | ------------------ |
| Pays-Bas (Top 40)                       | 1                  |
| Espagne                                 | 1                  |
| Allemagne,                              | 5                  |
| Belgique (Flandre Ultratop 50 Singles)  | 6                  |
| Royaume-Uni (UK Singles Chart)          | 7                  |
| Belgique (Wallonie Ultratop 50 Singles) | 9                  |
| États-Unis (US Cash Box)                | 10                 |
| Autriche (Ö3 Austria Top 40)            | 10                 |
| Australie (ARIA Charts)                 | 10                 |
| Canada (CHUM)                           | 12                 |
| États-Unis (Hot 100)                    | 13                 |
| Irlande (IRMA)                          | 16                 |

## Classement de la version live de 1977
| Classement (version live 1977) | Meilleure position |
| ------------------------------ | ------------------ |
| Royaume-Uni                    | 44                 |

## Reprises
Musique
Le titre a été repris à plus de 750 occasions, parmi lesquelles des reprises par des artistes comme U2, Carlos Santana, Def Leppard, Bryan Adams, R.E.M., Patti Smith, Deuce, Gruppo Sportivo, James Last, Helmut Lotti, Ministry (album Cover Up), The Nits, Omen, Ian Stuart Donaldson, Sun City Girls, Tribe 8, Restless, Clouseau et White Lion (album Big Game),,,,.
Le 13 octobre 1996, Bruce Willis interprète Radar Love avec trois membres de Golden Earring (Barry Hay, Rinus Gerritsen et Cesar Zuiderwijk) à l'ouverture du restaurant Planet Hollywood d'Amsterdam.
Télévision
À la télévision, le morceau est repris dans des séries comme X-files, Beverly Hills 90210, Les Simpson, Third Watch, Six Feet Under, Drive, Reaper, Republic of Doyle, House et Blacklist,.
Ainsi, Radar Love est joué alors que Bart conduit la voiture avec ses amis dans l'épisode 20 de la saison 7 des Simpson ('Bart on the Road, 31 mars 1996).
En 2015-2016, le titre est utilisé dans l'épisode 6 de la saison 3 de la série télévisée américaine Blacklist.
Cinéma
Au cinéma, Radar Love est utilisé par de nombreux films, comme Best of the Best (1989), Manta der Film (1991), Wayne's World 2 (1993), Radio Inside (1994), Baseball (1994), To The Limit (1997), Stag (1997), True Love and Chaos (1997), Detroit Rock City (1999), Pushing Tin (1999), De Oesters Van Nam Kee (2002), Ash Wednesday (2002), Adrenaline (2003), Agnes und seine Brüder (2003), The Break-Up (2006), Wicked Lake (2008) et Cedar Rapids (2011),.
En 2017, le titre est repris sur la bande-son du film d'action britannico-américain Baby Driver.
Jeux vidéo
En 1993, Sega et Nintendo sortent Rock 'n' Roll Racing : c'est la toute première fois que la chanson Radar Love peut être entendue dans un jeu vidéo.
En 2006, l'édition Benelux du jeu pour PlayStation SingStar Rocks contient Radar Love et, l'année suivante, le jeu Guitar Heroes 80s sur PlayStation 2 contient la reprise du morceau par le groupe White Lion.
En 2009, la deuxième partie du jeu vidéo de course Test Drive Unlimited contient la reprise de Radar Love par le groupe Ministry et, en 2013, c'est dans Grand Theft Auto V que l'on peut entendre Radar Love sur la radio d'une voiture.